# Liste der Kulturgüter im Kanton Graubünden
Die Liste der Kulturgüter im Kanton Graubünden bietet eine Übersicht zu Verzeichnissen von Objekten unter Kulturgüterschutz in den 108 Gemeinden des Kantons Graubünden. Die Verzeichnisse enthalten Kulturgüter von nationaler, regionaler und lokaler Bedeutung.

## Geordnet nach Gemeinden in alphabetischer Reihenfolge

### A–L
- Albula/Alvra
- Andeer
- Arosa
- Avers
- Bergün Filisur
- Bever
- Bonaduz
- Bregaglia
- Breil/Brigels
- Brusio
- Buseno *
- Calanca
- Cama
- Castaneda
- Cazis
- Celerina/Schlarigna
- Chur
- Churwalden
- Conters im Prättigau *
- Davos
- Disentis/Mustér
- Domat/Ems
- Domleschg
- Falera
- Felsberg
- Ferrera
- Fideris
- Fläsch
- Flerden *
- Flims
- Furna
- Fürstenau
- Grono
- Grüsch
- Ilanz/Glion
- Jenaz *
- Jenins
- Klosters
- Küblis
- La Punt Chamues-ch
- Laax
- Landquart
- Lantsch/Lenz
- Lostallo
- Lumnezia
- Luzein

### M–Z
- Madulain
- Maienfeld
- Malans
- Masein
- Medel (Lucmagn)
- Mesocco
- Muntogna da Schons
- Obersaxen Mundaun
- Pontresina
- Poschiavo
- Rhäzüns
- Rheinwald
- Rongellen *
- Rossa
- Rothenbrunnen
- Roveredo
- Safiental
- Sagogn
- Samedan
- Samnaun
- San Vittore
- Santa Maria in Calanca
- S-chanf
- Scharans
- Schiers
- Schluein
- Schmitten
- Scuol
- Seewis im Prättigau
- Sils im Domleschg
- Sils im Engadin/Segl
- Silvaplana
- Soazza
- St. Moritz
- Sufers *
- Sumvitg
- Surses
- Tamins
- Thusis
- Trimmis
- Trin
- Trun
- Tschappina *
- Tujetsch
- Untervaz
- Urmein *
- Val Müstair
- Vals
- Valsot
- Vaz/Obervaz
- Zernez
- Zillis-Reischen
- Zizers
- Zuoz

* Diese Gemeinde besitzt keine Objekte der Kategorien A oder B, kann aber (zzt. nicht dokumentierte) C-Objekte besitzen.